# 라스트 킹
《라스트 킹》(영어: The Last King of Scotland)은 자일스 포든이 1998년에 펴낸 소설 "The Last King of Scotland"(→스코틀랜드의 마지막 왕)에 기반한 2006년 시대극 영화이다. 피터 모건과 제러미 브록이 각본을 쓰고, 케빈 맥도널드가 감독을 맡았다. 영국과 독일 기업들이 공동 제작하였다. 이 영화는 허구로 창조된 인물인 한 스코틀랜드 의사(제임스 매커보이 분) 눈을 통해 실제 역사 인물 이디 아민(포리스트 휘터커 분)을 묘사한다.
2006년 9월 1일 텔류라이드 영화제에서 전 세계 최초로 상영되었으며, 영국에서는 2007년 1월 12일에, 독일에서는 3월 15일에 개봉하였다. 휘터커는 이 영화를 통해 2007년 제79회 아카데미상, 제60회 영국 아카데미 영화상, 제64회 골든 글로브상을 비롯하여 다수의 유수한 시상식에서 남우주연상을 수상하였다.

## 줄거리
1970년 스코틀랜드 의대를 졸업한 니컬러스 개리건은 세라 메릿 등이 운영하는 선교 단체 치료소에서 일하기 위해 우간다로 향한다. 개리건은 우간다에 도착하자마자 마침 이디 아민 장군이 쿠데타를 일으켜 밀턴 오보테 정권을 전복했다는 것을 알게 된다.
개리건은 아민의 손을 치료한 것이 계기가 되어 스코틀랜드인을 특별히 선호하는 아민의 주치의가 된다. 신임을 얻은 개리건은 우간다 의료제도 현대화를 비롯한 각종 국정 문제에서도 보좌역으로 일한다.
그러나 개리건은 살인, 외국인혐오를 일삼으며 편집증이 심해지는 아민에게 환멸을 느낀다. 개리건이 영국으로 돌아가려하자 아민은 개리건의 영국 여권을 우간다 것으로 몰래 바꿔버린다. 지역 영국 외무·영연방부 대표 스톤에게 도움을 청하자 아민을 암살하는 걸 조건으로 걸고, 개리건은 이를 거절한다.
한편 아민의 세 아내 중 가장 어린 케이는 뇌전증을 앓는 아들을 낳은 이후 아민에게 배척당하던 중 개리건이 아들을 치료하면서 그와 가까워지고 둘은 불륜 관계가 된다.
1972년 아민은 개리건의 반대에도 불구하고 대영 제국 식민지 시절 유입된 인도인들을 추방해 심각한 노동력 부족을 초래한다. 개리건의 아이를 임신한 케이는 낙태를 하려다가 아민 측근에게 붙잡혀 사지가 절단된다. 케이의 시체를 확인한 개리건은 아민을 죽이기로 마음먹고 아민에게 두통약을 가장한 독약을 건넨다.
곧 에어 프랑스 항공기를 납치한 팔레스타인인 테러리스트들이 망명을 바라며 엔테베 국제공항에 도착하고, 아민은 이를 세계 언론으로부터 주목받을 기회로 여겨 개리건을 데리고 공항으로 향한다. 그러나 공항에서 아민 측근에게 독약의 정체가 발각돼 개리건은 고기 갈고리에 살이 꿰여 천장에 매달린다.
동료 의사 준주가 몰래 개리건을 끌어내리고 자신의 양복 재킷을 입힌다. 개리건은 풀려난 비이스라엘인 인질들 사이에 섞여 비행기에 올라탄다. 준주는 개리건의 탈주를 도왔다는 이유로 즉결 처형당한다.
이어지는 인터타이틀은 이후 아민에게 벌어진 일들을 간략히 설명한다. 엔테베 사건은 국제 사회에서 아민의 위신을 실축시켰으며, 1979년 아민은 탄자니아를 침공했지만 탄자니아군이 반격하여 캄팔라를 함락하였고, 결국 그해 아민은 축출되었다. 아민은 사우디아라비아로 망명하여 여생을 보냈고, 2003년 사망하였다.

## 출연
- 포리스트 휘터커 - 이디 아민 역
- 제임스 매커보이 - 니컬러스 개리건 의사 역
- 케리 워싱턴 - 케이 아민 역
- 질리언 앤더슨 - 세라 메릿 역
- 사이먼 맥버니 - 나이절 스톤 역
- 데이비드 오옐로워 - 준주 의사 역